# Hetmanen-Partei
Die Hetmanen-Partei war eine politische Partei im Polen-Litauen des 18. Jahrhunderts.

## Geschichte
Die Hetmanen-Partei entstand im 18. Jahrhundert um die Magnatenfamilien der Potocki und Branicki. Zur Regierungszeit von Stanislaus II. August Poniatowski war die Politik der Hetmanen-Partei prorussisch und konservativ. Sie widersetzte sich den Reformen des Königs, insbesondere der Verfassung vom 3. Mai 1791. Zu ihren wichtigsten Vertretern zählten Franciszek Ksawery Branicki, Simon Kossakowski, Seweryn Rzewuski und Stanisław Szczęsny Potocki, die 1792 schließlich die Konföderation von Targowica unterstützen. Aus dem Russisch-Polnischen Krieg ging sie siegreich hervor und übernahm ab 1792 die Macht in Polen-Litauen. Zeitweise gehörte auch Kazimierz Nestor Sapieha zur Hetmanen-Partei. Während des Kościuszko-Aufstands 1794 wurden die führenden Vertreter der Hetmanen-Partei als Verräter zum Tode verurteilt. Nach der Dritten Teilung Polens 1795 verlor sie ihren Einfluss.